# Ophiomyia tuberimentula
Ophiomyia tuberimentula är en tvåvingeart som beskrevs av Mitsuhiro Sasakawa 1994. Ophiomyia tuberimentula ingår i släktet Ophiomyia och familjen minerarflugor. Inga underarter finns listade i Catalogue of Life.